# Foresight Linux
Foresight Desktop Linux foi distribuição GNU/Linux de software livre e não-livre. Ela visava incluir o software mais recente e ser tão amigável ao usuário quanto possível, mas ainda poderosa o suficiente para usuários avançados.
Foresight foi uma distribuição baseada no GNOME e anteriormente seguiu de perto seu desenvolvimento. A distribuição importou as versões 2.18, 2.16, 2.14, 2.12 e 2.10 do GNOME no mesmo dia que foram lançadas. A última versão é a 2.1.1, que incluía o GNOME 2.26.1 como seu ambiente de trabalho padrão.
Foresight se caracterizou pelo uso do sistema de gerenciamento de pacotes Conary. Este sistema atualiza apenas os arquivos específicos que mudaram dentro dos pacotes que necessitam ser atualizados, em contraste com outros sistemas, tais como RPM e APT, que baixam os pacotes inteiros.
Em 12 de Maio de 2015 Michael K. Johnson, criador do projeto Foresight Desktop Linux, anunciou seu fim na lista de desenvolvimento da distribuição. O projeto foi descontinuado devido a falta de atividade voluntária o suficiente para manter o desenvolvimento.